# Governació d'Halabja
La governació de Halabja (en kurd: Parêzgay Helebce / پارێزگای ھەڵەبجە; àrab: محافظة حلبجة, Muḥāfaẓat Ḥalabja) és una governació a la regió autònoma del Kurdistan iraquià. Va establir-se l'any 2014, en separar-se de la governació de Sulaymaniyya i convertir-se en la sisena governació al nord de l'Iraq. La capital és la ciutat d'Halabja.
Té una superfície de 880 quilòmetres quadrats, una població de 105.600 habitants (2015) i una densitat de població de 120 hab/km².